# Nils Lindquist
Nils Edvin Lindquist, född 6 november 1899 i Malmö, död 19 september 1944 i Stockholm, var en svensk officer i Armén och senare Flygvapnet.

## Biografi
Lindquist blev underofficer 1920. År 1921 blev han officer och fänrik i Armén. Han befordrades till underlöjtnant 1922, till löjtnant 1924, till löjtnant i Flygvapnet 1928, till kapten 1935, till major 1939, till överstelöjtnant 1942 och till överste 1943.
Lindquist inledde sin militära karriär i Armén vid Skånska husarregementet (K 5). 1925 utbildade han sig till flygspanare, och 1927–1930 till flygförare vid Flygskolan. 1928 övergick han till Flygvapnet. 1930–1931 tjänstgjorde han vid Militärbyrån vid Flygstaben. 1931–1933 utbildade han sig vid Krigshögskolan (KHS). 1933–1935 var han stabschef vid Flygstaben. 1935 var han sakkunnig vid 1930 års försvarskommission. 1936–1939 var han lärare vid Krigshögskolan (KHS). 1939–1940 var han chef för Organisationsavdelningen vid Flygstaben. 1942–1944 var han chef för Flygkrigshögskolan (FKHS). Under sin aktiva tid i Flygvapnet gjorde Lindquist studiebesök vid andra flygvapen, 1935 vid det tjeckiska, 1936 vid det tyska och 1941 vid det italienska flygvapnet. Han är gravsatt i Högalids kolumbarium i Stockholm.